# جبل عمار
جبل عَمّار جبل يقع بشمال شرقي الجمهورية التونسية، بين مدينتي المنيهلة وسيدي ثابت.